# Compagnie du Chemin de fer d'Hazebrouck à Merville
La Compagnie du Chemin de fer d'Hazebrouck à Merville est créée en 1902 pour exploiter un chemin de fer à voie normale concédé entre ces deux villes du département du Nord. Elle se substitue à MM. Dequéker et fils, concessionnaire initial, le 26 janvier 1909. En 1920, l'exploitation est assurée par la Compagnie générale de voies ferrées d'intérêt local.

## La ligne
- Hazebrouck - Merville: (14,0128 km) ouverture le 23 septembre 1906. Le trafic voyageurs a été supprimé entre Hazebrouck et Merville à partir du 1er janvier 1928.

- Hazebrouck - Basse-Boulogne : fermeture à tout trafic le 5 mai 1962 avec les travaux d'électrification en gare d'Hazebrouck.
- Basse-Boulogne - Merville : fermeture  à tout trafic en 1944 par la destruction du pont sur le Canal de la Lys qui ne sera pas rétabli après les hostilités.
| pk   | Dénomination       | Desserte               |
| ---- | ------------------ | ---------------------- |
| 0    | Hazebrouck         | Gare commune NORD/SNCF |
| 3    | Hazebrouck (arrêt) | Arrêt                  |
| 3    | Le Souverain       | Arrêt                  |
| 4    | Sec-Bois           | Arrêt                  |
| 7    | La Motte au Bois   | Station                |
| 8    | Préavin            | Arrêt                  |
| 9    | Caudescure         | Arrêt                  |
| 12   | Le Sart            | Arrêt                  |
| 13   | Basse Boulogne     | Station                |
| 14,1 | Merville           | Gare commune NORD/SNCF |